# (58717) 1998 DE8
(58717) 1998 DE8 là một tiểu hành tinh vành đai chính. Nó được phát hiện qua chương trình tiểu hành tinh Beijing Schmidt CCD ở trạm Xinglong ở tỉnh Hồ Bắc, Trung Quốc ngày 21 tháng 2 năm 1998.